# 007 네버 세이 네버 어게인
《007 네버 세이 네버 어게인》(Never Say Never Again)은 미국과 영국에서 공동 제작된 어빈 케쉬너 감독의 1983년작 스파이 영화이자 액션, 모험 영화다. 숀 코네리 등이 주연으로 출연하였고 잭 슈왈츠먼 등이 제작에 참여하였다. 정식 007 시리즈에 포함되지 않는 작품이다.

## 줄거리
007 제임스 본드는 훈련 중 미션 수행에 실패하여 상사 M으로부터 건강을 회복하라는 명령을 받고 런던 외곽의 건강 클리닉으로 보내진다. 그곳에서 본드는 간호사 파티마 블러쉬가 한 환자를 학대하는 것을 목격하고, 그 환자가 눈을 스캔하는 기계를 사용하는 것을 보게 된다. 블러쉬는 본드를 발견하고 암살자 리페를 보내지만, 본드는 리페를 처치한다. M은 클리닉 파손에 대한 배상금을 내야 했고, 본드는 작전에서 제외된다.
블러쉬는 악당 단체 스펙터 소속으로, 마약 중독인 미 공군 조종사 잭 페타치를 조종하고 있다. 페타치는 미 대통령의 망막 패턴과 일치하도록 눈 수술을 받았고, 이를 이용해 미국 군사 기지에서 핵탄두를 훔쳐낸다. 스펙터는 이 핵무기를 이용해 나토 정부로부터 거액을 갈취하려 한다. 블러쉬는 범죄를 은폐하기 위해 페타치를 살해한다.
외무부 장관 앰브로스는 M에게 00 부서를 다시 활성화하라고 명령하고, 본드는 사라진 핵무기를 추적하는 임무를 맡게 된다. 본드는 바하마에서 잭의 여동생인 도미노 페타치와 그녀의 부유한 애인 막시밀리언 라르고를 만난다. 라르고는 스펙터의 최고 요원이었다.
라르고의 요트가 프랑스 니스로 향하자, 본드는 그곳으로 가서 프랑스 정보원 니콜과 CIA의 펠릭스 라이터와 협력한다. 본드는 미용사로 위장해 도미노에게 접근하고, 라르고가 카지노에서 파티를 연다는 정보를 얻는다. 라르고와 본드는 '지배'라는 비디오 게임을 한다. 게임에서 지는 사람은 내기 금액에 비례하여 전기 충격을 받는다. 본드는 게임에서 이기고 도미노에게 잭이 라르고의 명령으로 죽었다는 사실을 알린다. 빌라로 돌아온 본드는 니콜이 블러쉬에게 살해당한 것을 발견하고, 도주하다가 블러쉬에게 잡힌다. 블러쉬는 본드에게 자신의 성적 파트너 1위라고 선언하도록 강요하지만, 본드는 속임수를 써서 펜으로 위장한 총으로 블러쉬를 사살한다.
본드와 라이터는 핵탄두를 찾기 위해 라르고의 요트 '플라잉 소서'에 침입하려 한다. 본드는 도미노를 발견하고 라르고의 질투심을 유발하려 하지만, 오히려 라르고에게 사로잡혀 북아프리카의 팔미라 기지로 끌려간다. 도미노는 라르고에게 배신죄로 아랍인들에게 팔려가고, 본드는 감옥에서 탈출하여 도미노를 구출한다.
도미노와 본드는 미 해군 잠수함에서 라이터와 재회한다. 첫 번째 핵탄두가 워싱턴 D.C.에서 발견되어 해체되고, 두 번째 핵탄두를 가지고 도망친 라르고를 에티오피아 해안의 사막 오아시스 아래에 있는 시설에서 추적한다. 본드와 라이터가 지하 시설에 침투하자 총격전이 벌어진다. 라르고는 핵탄두를 가지고 도망치고, 본드는 수중에서 그와 싸운다. 라르고가 작살총으로 본드를 쏘려 할 때, 도미노가 잭의 복수를 위해 라르고를 쏘아 죽인다. 본드는 수중에서 핵폭탄을 해체하여 세계를 구한다. 본드는 임무에서 은퇴하여 도미노와 함께 바하마로 돌아가고, 다시는 비밀 요원이 되지 않겠다고 맹세하지만 도미노는 그 말을 믿지 않는다.

## 출연

### 주연
- 숀 코너리

### 조연
- 클라우스 마리아 브란다워
- 막스 폰 시도우
- 바바라 카레라
- 킴 베이싱어
- 베니 케이시
- 알렉 맥코웬
- 에드워드 폭스

## 기타
- 원작자: 케빈 맥클로리
- 원작자: 잭 위팅햄
- 원작자: 이안 플레밍
- 협력프로듀서: 마이클 드라이허스트
- 미술: 필립 해리슨
- 미술: 스티븐 B. 그림스
- 의상: 찰리스 코노드

## 한국판 성우진

### MBC (1995년 1월 30일)
- 유강진 - 제임스 본드(숀 코너리)
- 송도영 - 도미노(킴 베이싱어)
- 이윤연 - 라르고(클라우스 마리아 브란다워)